# Machimus pyrenaicus
Machimus pyrenaicus är en tvåvingeart som beskrevs av Becker 1923. Machimus pyrenaicus ingår i släktet Machimus och familjen rovflugor.
Artens utbredningsområde är Frankrike. Inga underarter finns listade i Catalogue of Life.